# ...Jak nowonarodzony
...Jak nowonarodzony – debiutancki album studyjny polskiego rapera Włodiego, członka zespołu hip-hopowego Molesta Ewenement. Wydawnictwo ukazało się 27 września 2003 roku nakładem wytwórni muzycznej Pomaton EMI. Gościnnie w nagraniach wzięli udział Peja, Koras, Pono, Daf, Visa. 
Nagrania dotarły do 6. miejsca zestawienia OLiS. 

## Lista utworów
Opracowano na podstawie materiału źródłowego.
1. "..Jak nowonarodzony" (produkcja: Włodi, gośc. Wiza) (4:02)[A]
2. "Reszta to proch i pył" (produkcja: Waco) (3:37)
3. "Na żywo" (produkcja: L.A., gośc. Daf, Pono, DJ Decks) (5:00)
4. "Spalam to" (produkcja: Waco, Włodi) (3:28)
5. "Alarm" (produkcja: Waco, Włodi) (3:28)
6. "Stawka większa niż..." (produkcja: Waco, Włodi, gośc. Koras) (4:09)
7. "Żebro Adama" (produkcja: Waco, Włodi) (4:33)
8. "U.l.i.c.a. I K.l.u.b." (produkcja: Waco, Włodi) (3:19)
9. "Odrzucili opcje" (produkcja: Waco, Włodi, gośc. Peja) (4:05)
10. "Protest" (produkcja: Waco) (4:32)
11. "..Jak nowonarodzony (Waco Remix)" (produkcja: Waco) (3:53)
12. "..Jak nowonarodzony (Hohoł Remix)" (produkcja: Hohoł) (3:02)

Notatki
- A^ W utworze wykorzystano sample z piosenki "The Logical Song" w wykonaniu Supertramp[5].

Single
| ...Jak nowonarodzony |
| --- |
| 1. "...Jak nowonarodzony (Radio Edit)" (produkcja: Włodi, gośc. Wiza) (4:02) 2. "...Jak nowonarodzony (Waco Remix Clean)" (produkcja: Waco) (3:53) 3. "...Jak nowonarodzony (Hohoł Remix Clean)" (produkcja: Hohoł) (3:00) 4. "...Jak nowonarodzony (Album Version)" (produkcja: Włodi, gośc. Wiza) (4:02) 5. "...Jak nowonarodzony (Waco Remix)" (produkcja: Waco) (3:53) 6. "...Jak nowonarodzony (Hohoł Remix)" (produkcja: Hohoł) (3:00) |